# Pseudoginglymostoma brevicaudatum
Lo squalo nutrice codacorta (Pseudoginglymostoma brevicaudatum (Günther, 1867)), unico membro del genere Pseudoginglymostoma, è uno squalo nutrice della famiglia dei Ginglimostomatidi. Vive nelle acque tropicali dell'Oceano Indiano occidentale a latitudini comprese tra gli 0° e i 27° S; raggiunge una lunghezza di 75 centimetri.